# Prionosciadium acuminatum
Prionosciadium acuminatum är en flockblommig växtart som beskrevs av Benjamin Lincoln Robinson, John Merle Coulter och Joseph Nelson Rose. Prionosciadium acuminatum ingår i släktet Prionosciadium och familjen flockblommiga växter. Inga underarter finns listade i Catalogue of Life.